# Будуау
Будуау (араб. بودواو‎, фр. Boudouaou) — коммуна на севере Алжира, на территории вилайета Бумердес, административный центр одноимённого округа.

## Географическое положение
Коммуна находится в западной части вилайета, на высоте 22 метра над уровнем моря.
Коммуна расположена на расстоянии приблизительно 44 километров к востоку от столицы страны Алжира и в 12 км к юго-западу от административного центра вилайета Бумердеса.

## Демография
По состоянию на 2008 год население составляло 70 224 человек.
Динамика численности населения коммуны по годам:
| 1977   | 1987   | 1998   | 2008   |
| ------ | ------ | ------ | ------ |
| 21 911 | 37 998 | 54 401 | 70 224 |